# Веслав Дзяловський
Веслав Дзяловський (пол. Wiesław Działowski; 6 грудня 1935, Краків) — польський офіцер Служби безпеки (СБ) ПНР, заступник в СБ Краківського воєводського коменданта міліції та начальника управління МВС у 1981—1990 роках. Учасник конфронтації ПОРП із Солідарністю, зокрема репресій воєнного стану.

## Погляди та служба
Народився у сім'ї краківського комуніста. Сім'я Дзяловських розцінювалася партійними інстанціями й органами держбезпеки як особливо благонадійна — без родичів за кордоном, без контактів із духовенством (у такому католицькому центрі, як Краків, це наголошувалося особливо), без тісних зв'язків із сусідами та проявів соціальної активності. За сімейним вихованням Веслав Дзяловський був переконаним прихильником реального соціалізму та комуністичної держави. Перебував в Союзі польської молоді (комсомол ПНР), у Товаристві польсько-радянської дружби, у Товаристві сприяння світській культурі (атеїстична пропаганда). Вступив в урядущу компартію ПОРП.
Веслав Дзяловський здобув технічну освіту, відслужив у військах зв'язку армії ПНР. Закінчив електротехнічний факультет Гірничо-металургійної академії (AGH). Деякий час працював на міжміській АТС.
У квітні 1962 року Дзяловський вступив на службу до 2 відділу Краківської воєводської комендатури міліції. 2 відділ належав до Служби безпеки (СБ) та спеціалізувався на контррозвідці. Дзяловський займався стеженням за іноземними дипломатами та туристами у Кракові, контролював зв'язки з польською діаспорою (наприклад, благонадійність допомоги американських поляків у будівництві лікарні).
Спочатку діяльність Дзяловського оцінювалася начальством як низькопродуктивний: джерела його інформації були нечисленні, оперативні заходи повільні, знання та навички обмежені. (Причиною вказувалося його зарозуміле небажання питати думку більш досвідчених офіцерів.) Однак курси навчального центру в Леґьоново вплинули і підвищили оперативні якості Дзяловського. Однак його, як і раніше, характеризувала «безсистемність», небажання заглиблюватися в питання. Компенсувати ці недоліки йому вдавалося своєю товариськістю та своєрідною чарівністю, що допомагала у встановленні контактів. Важливу роль у просуванні відігравала активність політичної лінії: Дзяловський був членом партбюро відділу та керував системою партнавчання. У 1968 році закінчив факультет права й управління Ягеллонського університету.
У званні підпоручника Веслав Дзяловський очолював оперативну групу відділу. У жовтні 1971 року призначено заступником начальника. У 1975—1981 роках у званні капітана служив у міській комендатурі — начальник 2 відділу, заступник коменданта з СБ. Мав добру репутацію у начальства, завів власну мережу інформаторів, вів кілька оперативних обліків. У 1973 році отримав грошову премію за «цінні матеріали проти антипольської пропаганди». У 1975—1976 роках пройшов стажування у Вищій школі КДБ СРСР.

## У краківській держбезпеці

### Початок 1980-х років: репресії воєнного режиму
1 листопада 1981 року Веслав Дзяловський у званні полковника отримав призначення першим заступником воєводського коменданта міліції в СБ. Комендантом був полковник Адам Тшибінський — попередник Дзяловського в управлінні СБ. Осінь 1981 року була періодом наростальної конфронтації між ПОРП і незалежною профспілкою Солідарність. Партійно-державне керівництво зробило ставку встановлення воєнного режиму. Полковник Дзяловський, з його поглядами «партійного бетону», вів прискорену підготовку у Кракові.
13 грудня 1981 року у Польщі ввели воєнний стан. Влада перейшла до WRON і неформальної «Директорії» на чолі з першим секретарем ЦК ПОРП, прем'єр-міністром і міністром оборони Войцехом Ярузельським. Очолювана полковником Дзяловським СБ зіграла головну роль у грудневих репресіях у Кракові. На операції Jodła (інтернування активістів) та Azalia (блокування комунікацій) було залучено 370 агентів. Офіцери СБ керували опергрупами комендатури при зброї та ломах для вибивання дверей. У Кракові було інтерновано 158 осіб.
Водночас СБ не зуміла запобігти страйку на металургійному комбінаті імені Леніна у Нова Хуті (HiL). Не вдалося, як планувалося, інтернувати в ніч проти 13 грудня провідного лідера краківської «Солідарності» Мечислава Гіля. При затриманні у своїй квартирі Гіль зумів уникнути переслідування й очолити страйк на HiL. Після придушення страйку силами ЗОМО Гіль ще місяць ховався на нелегальному становищі. Затримати його вдалося лише за місяць (комендант Тшибінський призначив за затримання Гіля грошову премію у 7 тисяч злотих). За цю ситуацію Дзяловський отримав догану від Тшибінського.
У період воєнного стану СБ переслідувала підпільні структури «Солідарності», сприяла закриттю реформістських «горизонтальних структур» ПОРП, насамперед краківського клубу «Кузня», чинила тиск на Краківську католицьку архієпархію. 13 жовтня 1982 року сталося зіткнення в Нова Хуті: робітники HiL вийшли на демонстрацію протесту після ухваленого сеймом закону про офіційну заборону «Солідарності». Демонстрантів атакували ЗОМО та СБ. Капітан держбезпеки Анджей Аугустін застрелив двадцятирічного робітника Богдана Влосика. Вуличні сутички тривали кілька днів, похорон Влосика вилився у двадцятитисячну антикомуністичну демонстрацію. Ці події призвели до відставки першого секретаря Краківського комітету ПОРП Кристина Домброви (його змінив Юзеф Гаєвич). Проте Дзяловський, як і Тшибінський, залишилися на посадах.
Посилений режим служби припав на червень 1983 року, незадовго до скасування воєнного стану — Краків відвідав тоді Папа Римський Іван Павло II. У квітні 1985 року начальником Краківського управління внутрішніх справ замість полковника Тшибінського став генерал бригади Єжи Груба. Однак полковник Дзяловський залишився на колишній посаді.

### Кінець 1980-х років: антипрофспілкова «дезінтеграція»
Ситуацію у Польщі різко змінила страйкова хвиля 1988 року. У квітні-травні знову страйкували металурги Нови-Хути. 4 липня 1988 року полковник Дзяловський завізував доповідну записку дзельницького УВС Нова Хути — детальний план «дезінтеграційних заходів» проти оргкомітету «Солідарності» на HiL. План містив направлення до прокуратури матеріалів на робітничих активістів, профілактування півсотні осіб, перехоплення популярних ініціатив оргкомітету від імені офіційної профспілки, ретельний облік автотранспорту активістів для дорожнього контролю, відправлення військовозобов'язаних активістів на збори, провокування конфліктів оргкомітету HiL з всепольською структурою Леха Валенси та карківських активістів один з одним, прискіпливу перевірку доходів активістів і своєчасність оплати ними комунальних рахунків.
16 травня 1989 року, вже після Круглого столу, у Кракові відбулися великі вуличні зіткнення. Протестувальники вимагали виведення з Польщі радянських військ, відставки першого секретаря Юзефа Гаєвича та генерала Груби. Проти демонстрантів було висунуто три батальйони ЗОМО, але для оперативного стеження виділено спеціальний взвод «у цивільному».
Паралельно Веслав Дзяловський здійснював реформування краківської СБ згідно з вказівками міністра внутрішніх справ Чеслава Кіщака. На перший план висувався 5 відділ — з контролю над промисловими підприємствами. У порядку захисту економіки зміцнювалася агентура, активувалися оперативні комбінації на краківських заводах. 3 відділ — політичний розшук, придушення опозиції формально приймав функції «захисту конституційного ладу». 5 грудня 1989 року — вже за уряду Тадеуша Мазовецького, який представляв «Солідарність» — полковник Дзяловський розсилав директиву з посиланням на вказівку начальника СБ полковника Єжи Карпача: кожні два тижні інформувати про соціально-політичну ситуацію та суспільні настрої, фіксувати соціально-економічні хвилювання (особливо страйки) та акції позапарламентських радикальних сил (демонстрації, анархізм, тероризм).
Полковник Дзяловський явно розраховував зберегти позиції за нових умов. Але такі розрахунки не справдилися. 3 квітня 1990 року його звільнили з органів МВС. За три місяці колишня СБ перестала існувати.

## Сімейна традиція
Молодший брат Веслава Дзяловського — Яцек Дзяловський — теж служив у краківській СБ. За професією інженер-енергетик він висловив бажання стати офіцером держбезпеки. Був інспектором 2, 3, 5 відділів, керував оперативними підрозділами. У грудні 1970 року отримав грошову премію за запобігання акціям солідарності з робітничими протестами на Балтійському узбережжі. Капітана Дзяловського звільнено із МВС в один день із братом-полковником.
На прикладі братів Дзяловських сучасні автори визначають критерії набору СБ 1960 —1970-х років. Перевага надавалася ідеологічно вивіреним кадрам, наскільки можливо обробленим з дитинства. Бажано з вищою освітою, особливо технічною. Поєднання дозволяло використовувати такі кадри як для прямих репресій (що теж знадобилося під час воєнного стану), а й у ретельній «дезінтеграції».